# Presidente de Turquía
El presidente de Turquía, oficialmente presidente de la República de Turquía (en turco: Türkiye Cumhuriyeti Cumhurbaşkanı), es el jefe de Estado y jefe de gobierno de Turquía. El presidente dirige la rama ejecutiva del gobierno nacional y es el comandante en jefe de las Fuerzas Armadas de Turquía. El presidente también encabeza el Consejo de Seguridad Nacional.
El actual presidente de la República de Turquía es el político, y ex primer ministro del país entre 2003 y 2014, Recep Tayyip Erdoğan  fundador y presidente del Partido de la Justicia y el Desarrollo (AKP), de ideología islamo-demócrata (islamismo democrático y moderado).

## Funciones
El presidente de la República tiene encomendadas funciones políticas generales que penetran en la esfera de los tres poderes constitucionales. Así, el presidente ejerce el poder ejecutivo del Estado conjuntamente con el gobierno o Gabinete de Turquía, reservándose el derecho a presidirlo en determinadas ocasiones, la facultad de nombrar al primer ministro, si bien no de cesarlo, de sancionar los decretos aprobados en Consejo de Ministros, de designar a los rectores de las universidades del Estado o de conceder indultos, entre otras. Ejerce además la suprema comandancia de las Fuerzas Armadas de la República (la titularidad corresponde formalmente a la Asamblea Nacional), y en esta calidad le corresponde la presidencia nata del poderoso Consejo de Seguridad Nacional, convocándolo libremente, así como nombrar y cesar al jefe del Estado Mayor General y, más genéricamente, decidir, de conformidad con las leyes aprobadas por la Asamblea, sobre el uso concreto de la fuerza armada del país. Son, pues, grandes las potestades que la Constitución concede al presidente, si bien la práctica política de los últimos años ha desterrado el uso de muchos de estos poderosos instrumentos presidenciales de la vida política regular y del normal funcionamiento de las instituciones. 
En los planos legislativo y judicial, corresponde al presidente de la República promulgar las leyes, o en caso contrario devolverlas al parlamento para su reconsideración. También está facultado para convocar a comicios legislativos o, en caso de que lo considere necesario, someter reformas constitucionales a referéndum popular; puede asimismo llamar a la Asamblea Nacional a reunirse en sesión extraordinaria. Finalmente, en el ejercicio de su función guardiana de la Constitución, es potestad del presidente recurrir al Tribunal Constitucional las leyes que vulneren, a su juicio, la Constitución o los valores llamados inmanentes de la República (esto es, el laicismo, la soberanía y unidad de la patria, la solidaridad nacional, la democracia y los derechos fundamentales); como extensión natural de esta función supervisora, corresponde al presidente designar y nombrar a los miembros del Tribunal Constitucional.

## Lista de presidentes vivos
| Presidente (Cumhurbaşkanı) | Período de servicio | Fecha de nacimiento      |
| -------------------------- | ------------------- | ------------------------ |
| Ahmet Necdet Sezer         | 2000–2007           | 13 de septiembre de 1941 |
| Abdullah Gül               | 2007–2014           | 29 de octubre de 1950    |
| Recep Tayyip Erdoğan       | 2014–presente       | 26 de febrero de 1954    |